# Aiguille du Midi
L'Aiguille du Midi è la guglia più alta (3.842 m) delle Aiguilles de Chamonix, situata nella parte settentrionale del massiccio del Monte Bianco e
raggiunta da una funivia che parte da Chamonix, molto frequentata da turisti, sciatori per la discesa del ghiacciaio della Mer de Glace, e alpinisti per salire velocemente in quota lungo le ascensioni sulle vette circostanti o per raggiungere il Rifugio des Cosmiques.

## Ascensioni

### Prima ascensione
La prima ascensione della cima Nord fu compiuta il 4 agosto 1818 da Antoni Malczewski, Jean-Michel Balmat e cinque altre guide. La cima Sud, la più elevata, fu invece raggiunta il 5 agosto 1856 da Alexandre Devouassoux, Ambroise e Jean Simond.

## Vie alpinistiche
In questa sezione sono descritte alcune delle vie alpinistiche sull'Aiguille du Midi.

### Parete nord
- Sperone Frendo - 11 luglio 1944 - Prima salita di Édouard Frendo e René Rionda, 1200 m III/4.[2]
- Sperone Seigneur - 31 agosto 1963 - Prima salita di Odile Mossaz e Yannick Seigneur, 1200 m III/3.[3]

### Parete sud
- Via Rébuffat - 13 luglio 1956 - Prima salita di Maurice Bacquet e Gaston Rébuffat, 200 m/TD+ 6a max.[4]
- Via Contamine - 1º settembre 1957 - Prima salita di Marcel Bron, Charles Bozon, André Contamine, Jean Juge e Pierre Labrunie, 200 m/6c+.[1]

### Parete ovest
- Couloir Cunningham - 26 giugno 1883 - Prima salita di Carus D. Cunningham, Émile Rey e un portatore.[5]
- Couloir des Cosmiques - 16 giugno 1962 - Prima salita di Charles Bozon, André Contamine, René Novel, Georges Payot e André Simond.[5]

### Cresta dei Cosmiques
- 2 agosto 1911 - Prima salita di George e Maxwell Finch. È una via classica, breve, molto frequentata, 250 m II/AD. Inizia dal Passage du Col du Midi e sale all'Aiguille du Midi lungo la cresta sud-sud-ovest.[6]

## Funivia

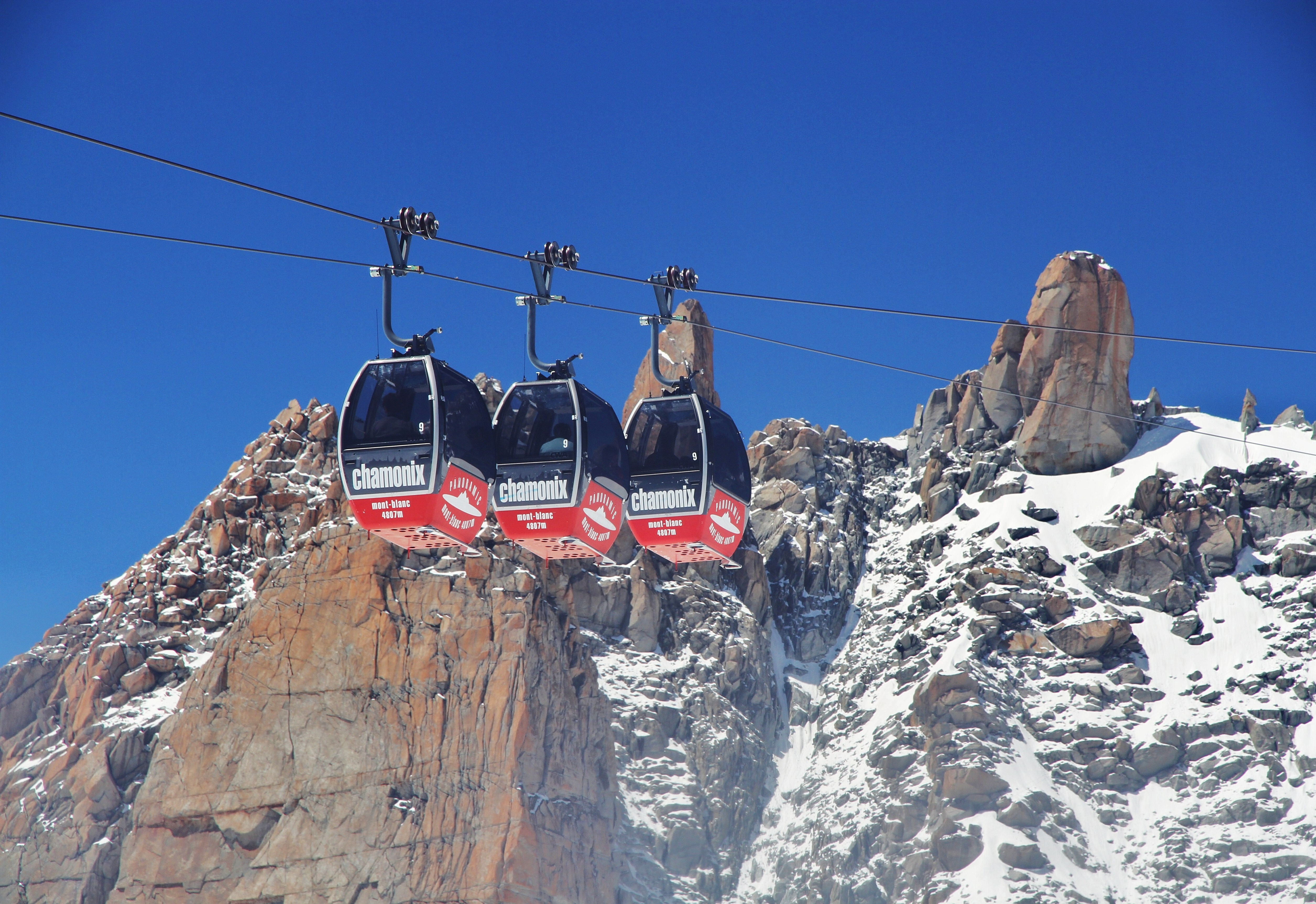
Funivia dei Ghiacciai

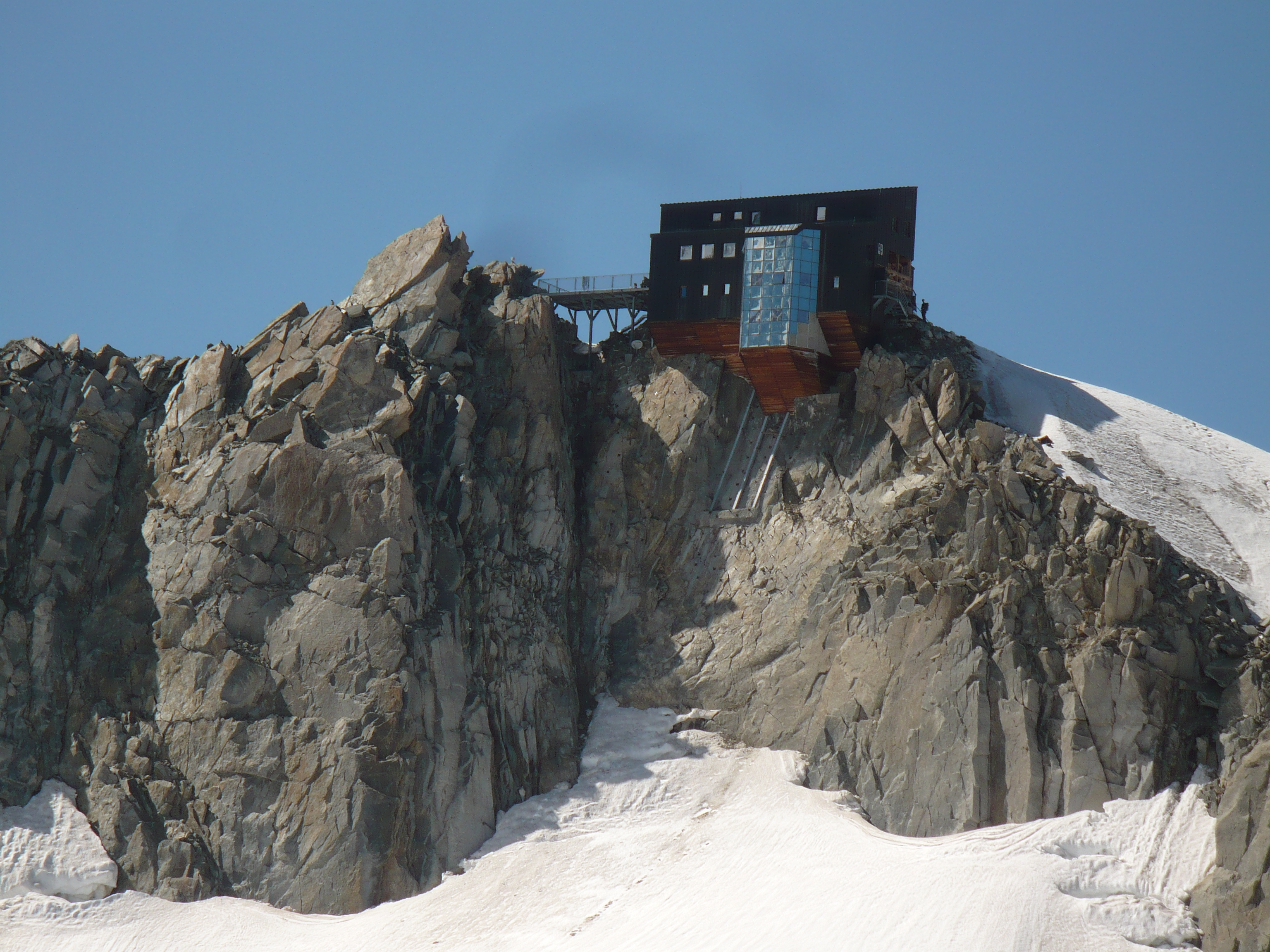
Rifugio des Cosmiques

L'Aiguille du Midi è raggiunta da una vertiginosa quanto celebre funivia che sale da Chamonix in due tronchi, il primo da Chamonix a Plan de L'Aiguille, ed il secondo, il più vertiginoso, da Plan de L'Aiguille all'Aiguille du Midi.

## Rifugio e servizi
Nei pressi della montagna sorge il Rifugio des Cosmiques, luogo di pernottamento e di partenza per varie ascensioni del massiccio del monte Bianco.
L'Aiguille du Midi è stato trasformato nel tempo in un vero e proprio alveare umano dedicato al turismo. È stato trafitto da una rete di tunnel e possiede vari servizi, alcuni dedicati alle strutture ricettive.
Sulla sommità settentrionale, l'arrivo e la partenza della funivia, sopra il ristorante 3842 (3842 metri di altitudine è la vetta dell'Aiguille du Midi) secondo ristorante più alto d'Europa (dietro il Piccolo Cervino a Zermatt), e anche sopra la terrazza  Chamonix. Poi c'è una caffetteria, croque - minute e sullo sfondo, la terrazza Aravis.
Dalla cima nord, la porta d'ingresso dà accesso alle gallerie del picco centrale, si accede alla galleria del ghiaccio e alla terrazza Monte Bianco. 
Si accede, poi, attraverso questi tunnel per l'uscita alla cresta NE e la Vallée Blanche e dall'altro per la funivia dei Ghiacciai.
L'ascensore dà accesso alla terrazza posta sulla sommità cima (picco centrale, detta anche vetta meridionale), ai piedi della torre di telecomunicazioni.
Dalla fine del 2013 vi è anche il cosiddetto "Passo nel vuoto", una costruzione in vetro e acciaio parallelepipedo a strapiombo da cui si ha la sensazione di essere sospesi nel vuoto. L'attrazione è compresa nel prezzo della salita in funivia.

## Galleria d'immagini

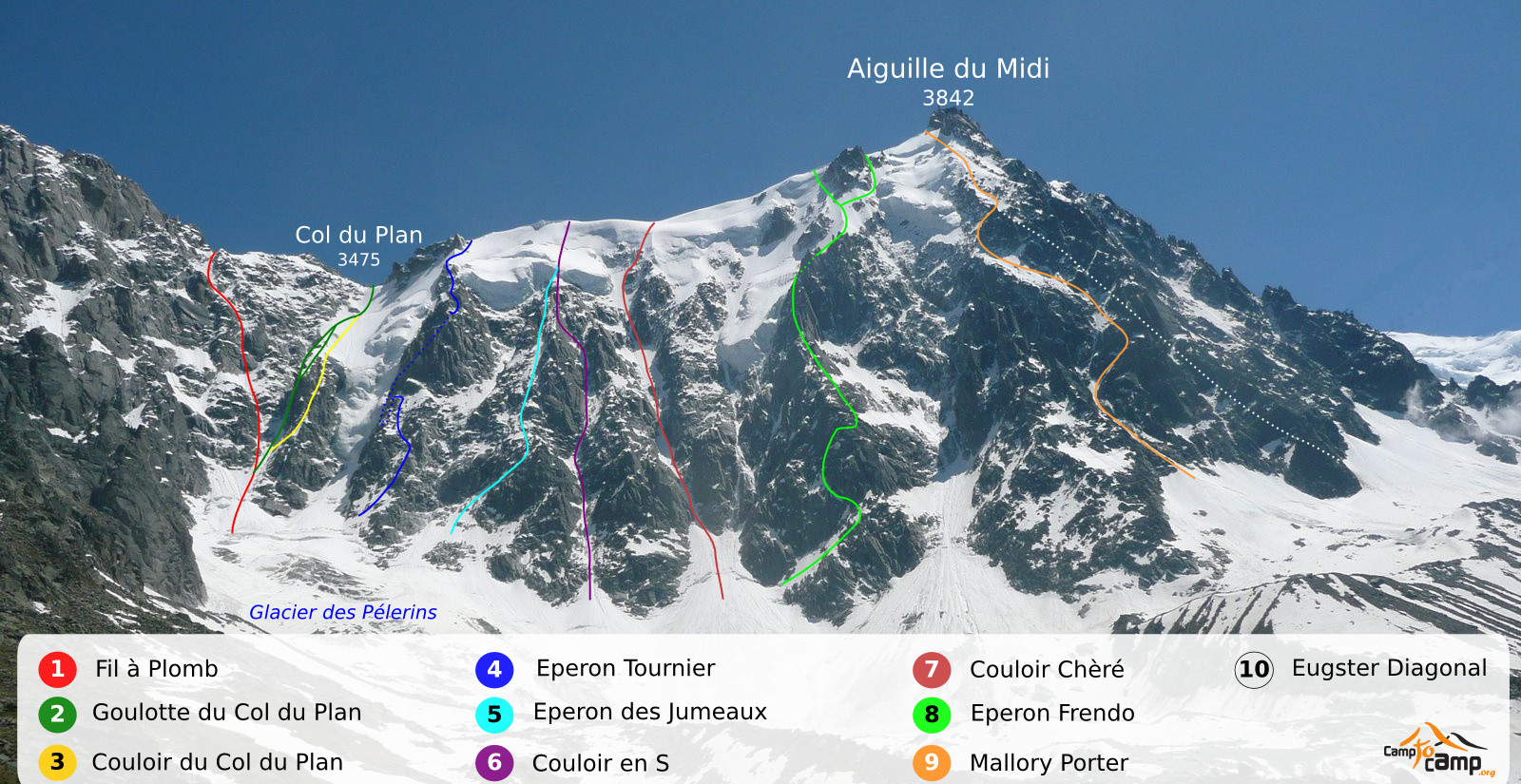
Alcune delle vie sulla parete nord
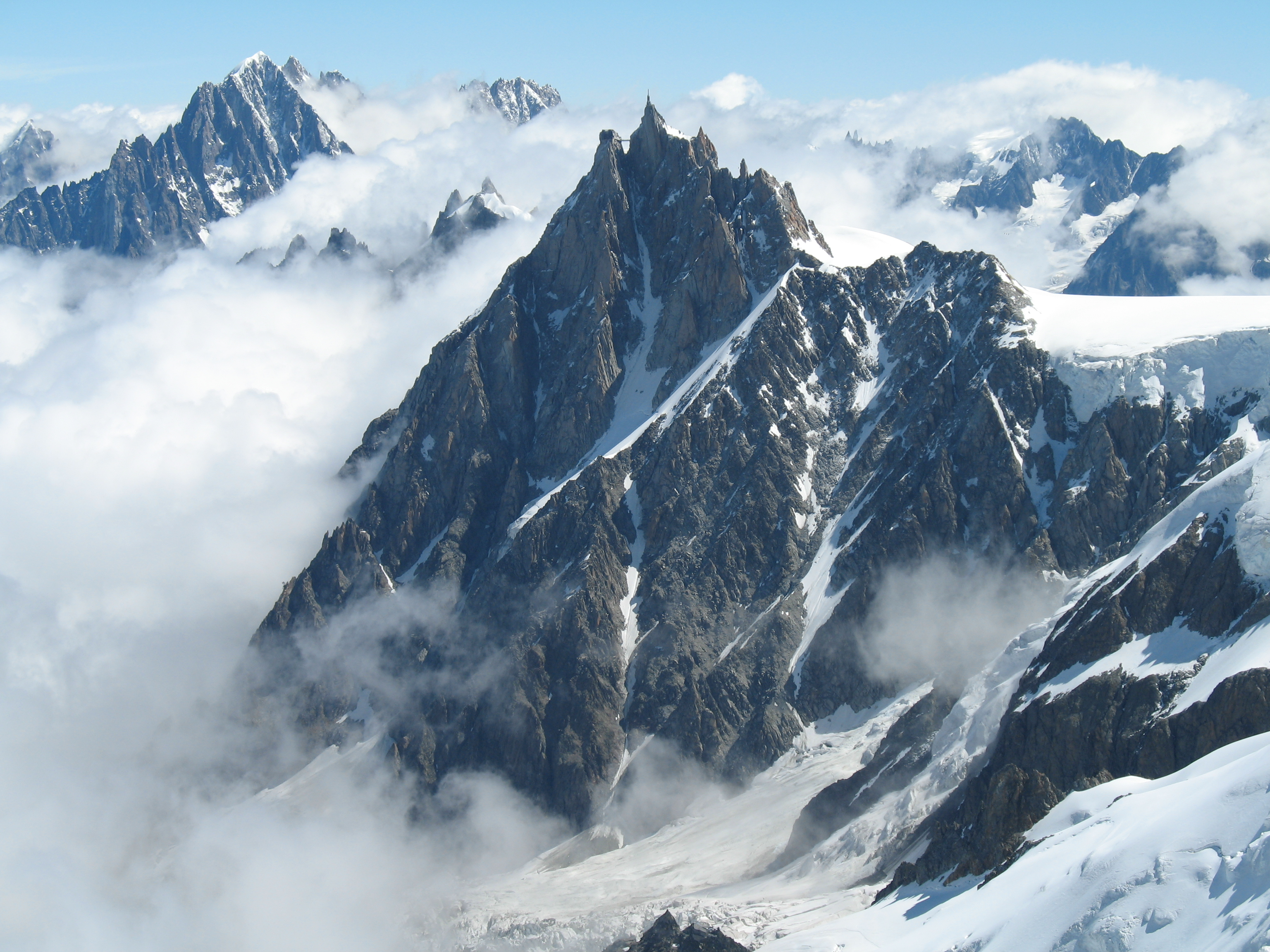
La parete ovest
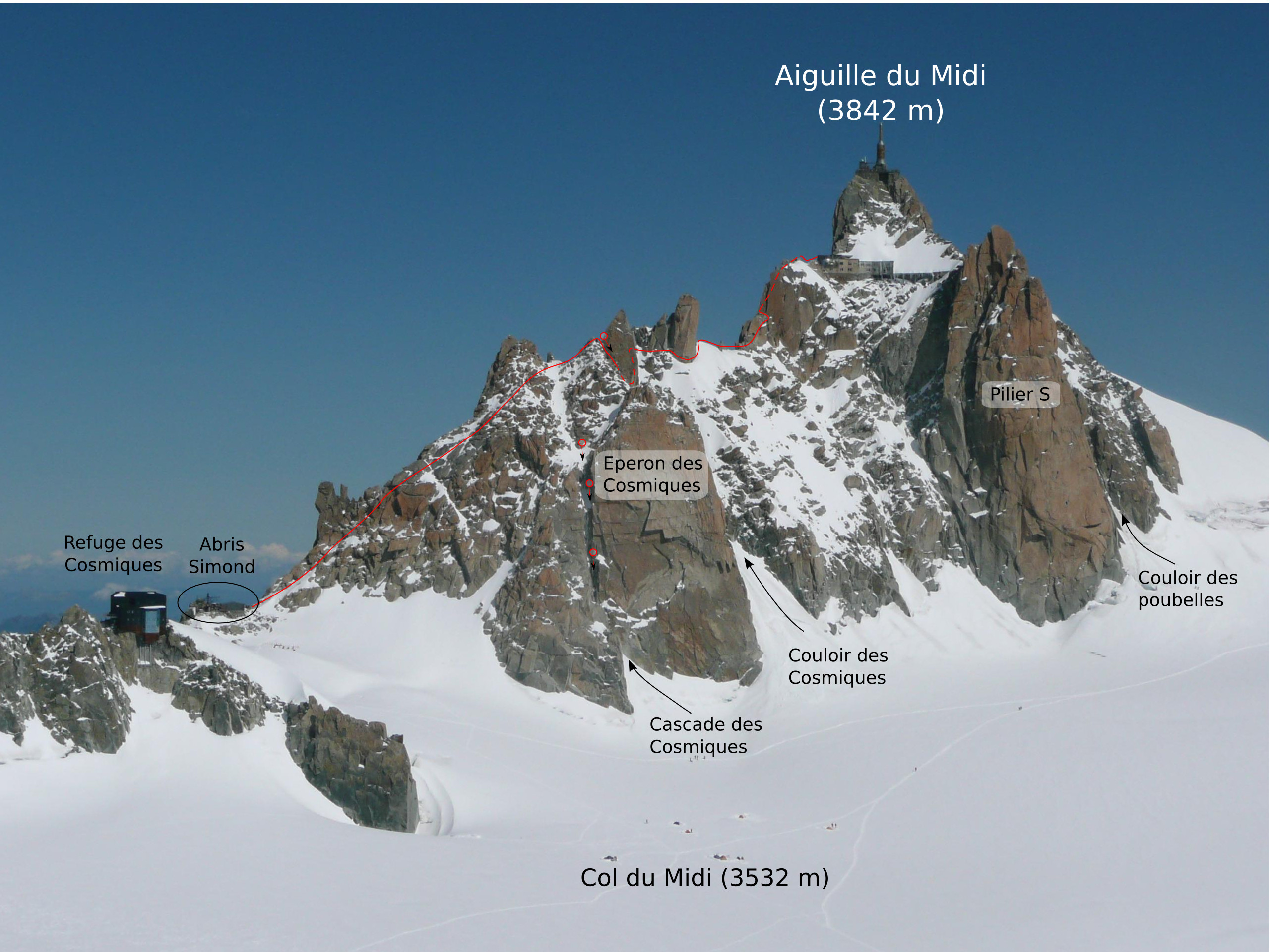
Il versante sud; in rosso il tracciato della Cresta dei Cosmiques
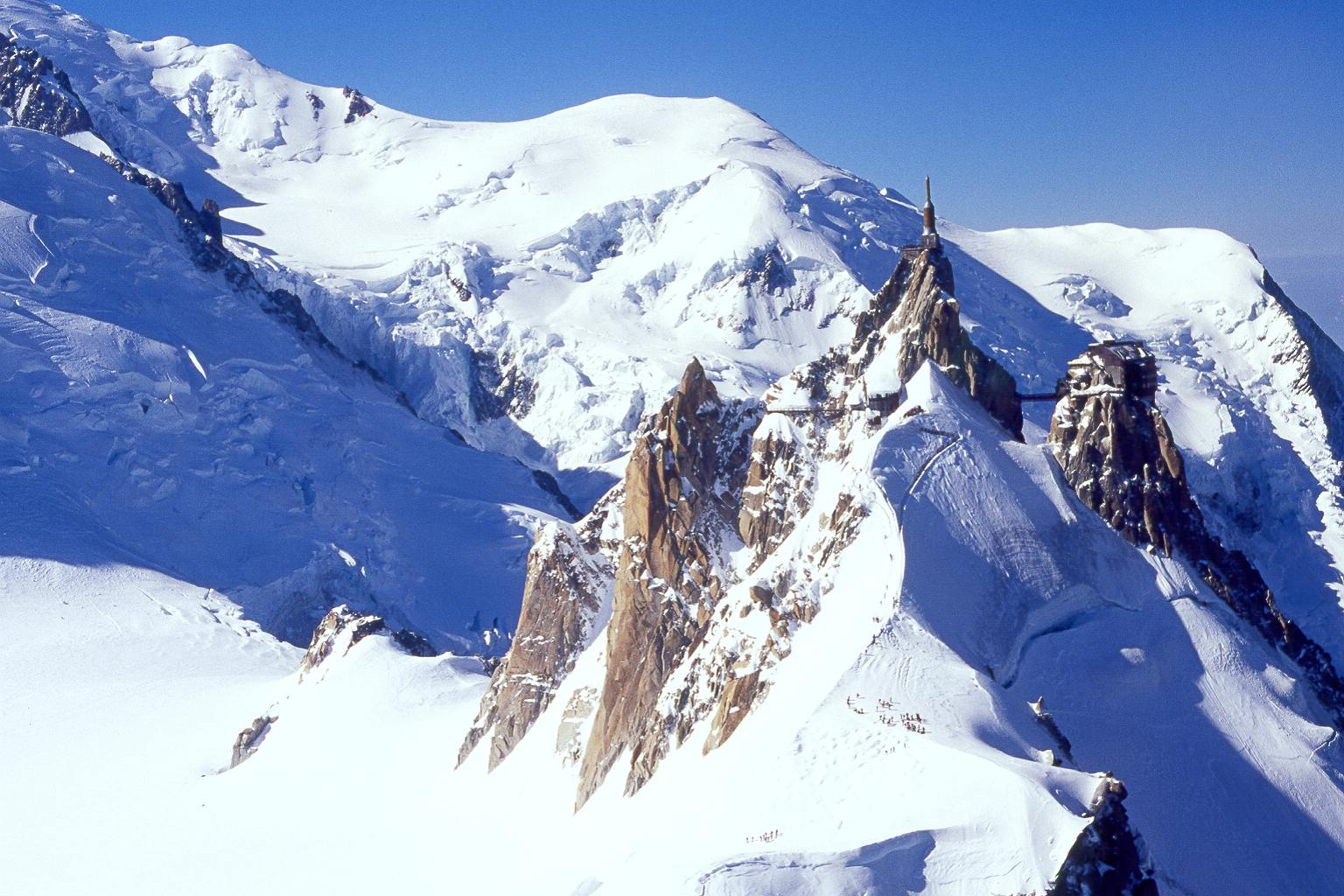
La vetta vista da est: in primo piano la cresta che conduce alla Vallée Blanche; sullo sfondo il Dôme du Goûter
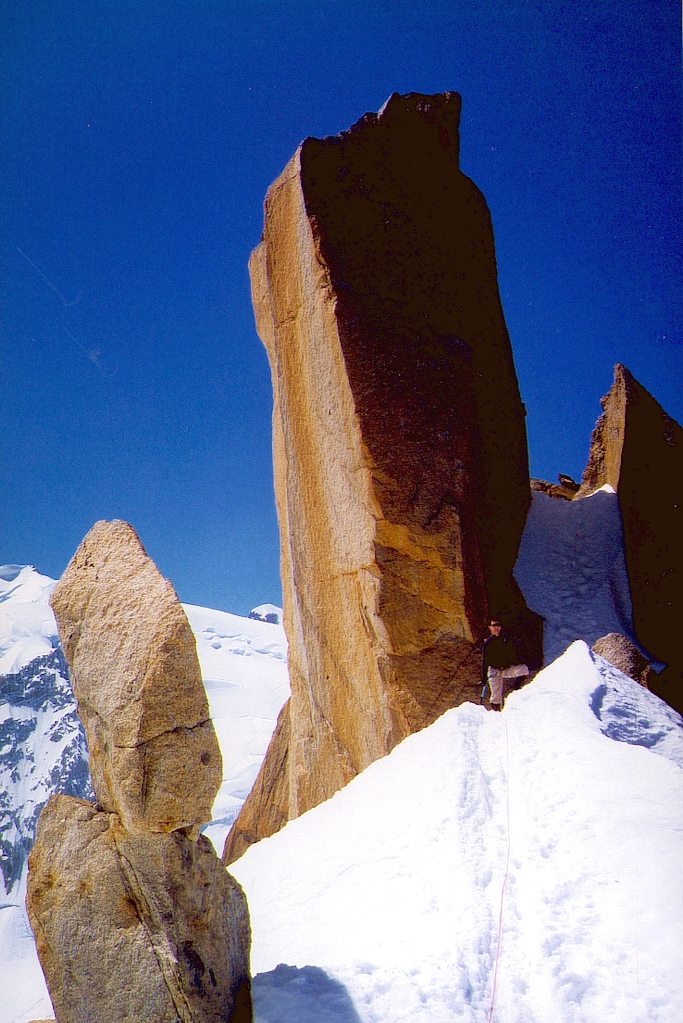
Il Gran Gendarme lungo la Cresta dei Cosmiques: sulla liscia faccia al sole sale Digital Crack, una famosa fessura di 8a, a 3800 m di altitudine.
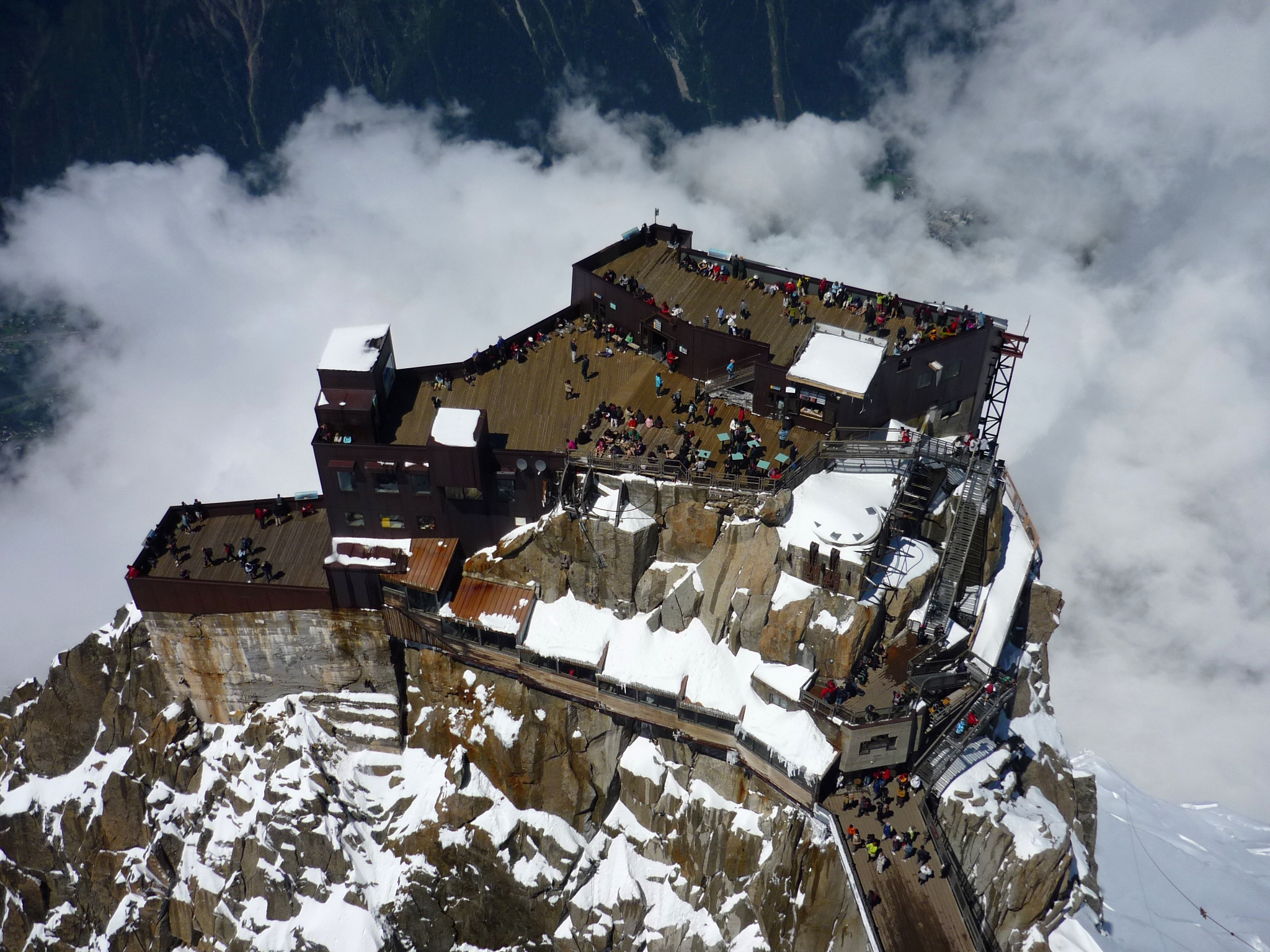
Le terrazze panoramiche basse, viste dalla sommità
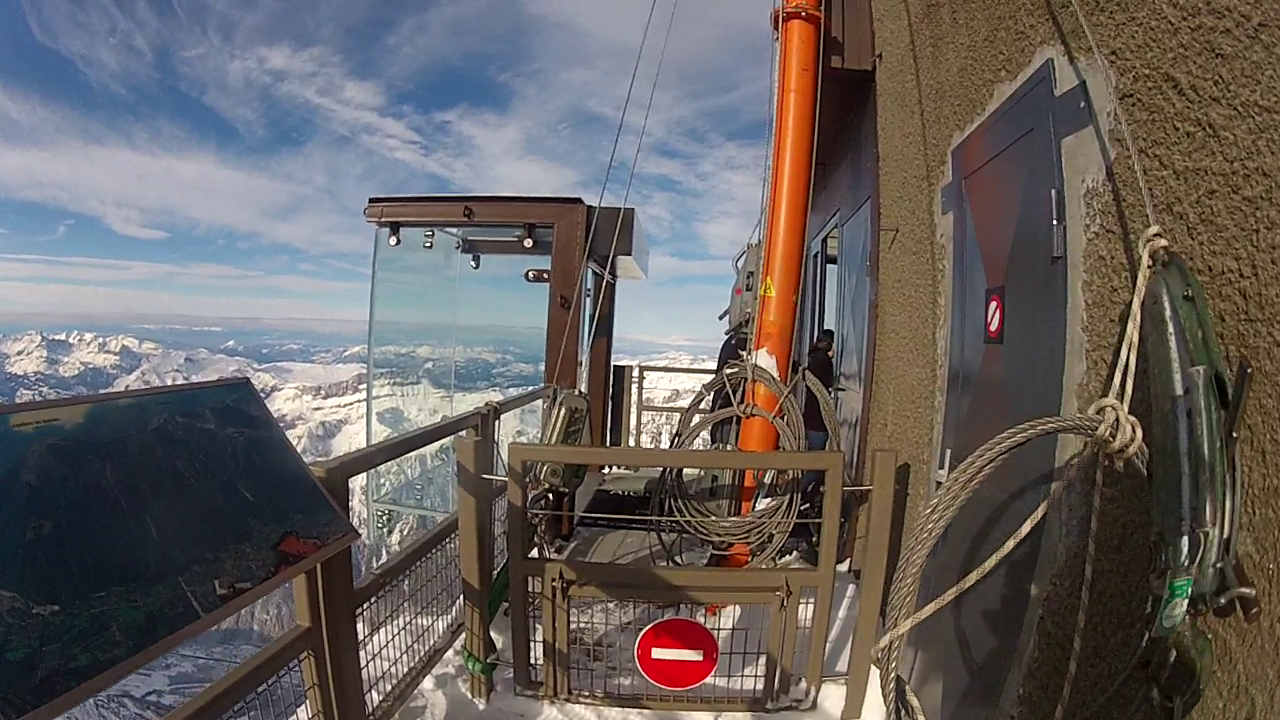
Il passo nel vuoto; 27 dicembre 2013